# José Fernández Arteaga
José Fernández Arteaga (Santa Inés de Barraza, Chihuahua, 12 de setembro de 1933 - Tocumbo, Michoacán, 17 de dezembro de 2021) foi um clérigo mexicano e arcebispo católico romano de Chihuahua.
José Fernández Arteaga estudou teologia e filosofia na Cidade do México e no Pontificio Seminario Central Mexicano de Nuestra Señora de Guadalupe, o seminário estrangeiro fundado pela Conferência Episcopal Mexicana em Montezuma (Novo México) após a Guerra Cristera. Em 4 de abril de 1957 foi ordenado sacerdote para a diocese de Tulancingo. Ele então estudou na Pontifícia Universidade Gregoriana de Roma e obteve uma licenciatura em direito canônico. Foi prefeito de estudos, professor e vice-economista no seminário diocesano de Tulancingo e trabalhou na pastoral, mais recentemente como pároco de peregrinação.
Papa Paulo VI nomeou-o Bispo de Apatzingán em 13 de julho de 1974. O delegado apostólico no México, Mario Pio Gaspari, o consagrou em 12 de setembro do mesmo ano; Os co-consagrantes foram Victorino Alvarez Tena, Bispo de Celaya, e José Abraham Martínez Betancourt, Bispo de Tacámbaro.
O Papa João Paulo II o nomeou Bispo de Colima em 8 de fevereiro de 1980. Foi nomeado Arcebispo Coadjutor de Chihuahua em 20 de dezembro de 1988 e empossado em 25 de janeiro do ano seguinte. Com a aposentadoria de Adalberto Almeida y Merinos em 24 de junho de 1991, sucedeu-o como Arcebispo de Chihuahua.
O Papa João Paulo II o nomeou membro da Congregação para os Institutos de Vida Consagrada e para as Sociedades de Vida Apostólica.
Em 29 de setembro de 2009, o Papa Bento XVI aceitou seu pedido de demissão por motivos de idade.